# Gare de Savonnières
La gare de Savonnières est une halte ferroviaire française de la ligne de Tours à Saint-Nazaire, située sur le territoire de la commune de Savonnières, dans le département d'Indre-et-Loire, en région Centre-Val de Loire.
C'est une halte ferroviaire de la Société nationale des chemins de fer français (SNCF), elle est desservie par des trains express régionaux TER Centre-Val de Loire.

## Situation ferroviaire
Établie à 45 m d'altitude, la gare de Savonnières est située au point kilométrique (PK) 248,850 de la ligne de Tours à Saint-Nazaire entre les gares de Saint-Genouph et de Cinq-Mars-la-Pile.

## Histoire
La compagnie du chemin de fer de Tours à Nantes met en service la section de Tours à Saumur en décembre 1848.
Le bâtiment voyageurs de 1848, désormais disparu[Quand ?], était identique à celui de la gare de Langeais à l'exception des ailes, plus courtes à Savonnières.
En 2009 la gare est desservie par 5 trains par jour en semaine, le temps de parcours pour la gare de Tours est de 13 minutes. L'étude précise qu'elle est à l'écart des zones urbaines, située dans une zone non constructible naturelle protégée et inondable.

## Service des voyageurs

### Accueil
Halte SNCF, c'est un point d'arrêt non géré (PANG), équipéde deux quais avec abris l'accès et le passage d'une voie à l'autre se fait par le passage à niveau de la rue de la Gare. Un parking pour 10 véhicules est aménagé au Sud du passage à niveau, d'autres places sont disponibles à proximité.

### Desserte
Savonnières est desservie par des trains TER Centre-Val de Loire de la ligne no 28 Tours - Saumur, et la ligne no 128 entre Tours et Angers.
Elle est aussi un point d'arrêt du réseau Fil Bleu, via la ligne de transports en commmun R4 